# Lukas Podolski
Lukas Josef Podolski, nemški nogometaš, * 4. junij 1985, Gliwice, Poljska.
Podolski trenutno igra za Górnik Zabrze v poljski ligi.